# Ernst Streeruwitz
Ernst Streeruwitz, do roku 1919 Ernst rytíř Streer von Streeruwitz (23. září 1874, Stříbro – 19. říjen 1952, Vídeň), byl rakouský politik, v roce 1929 kancléř Rakouska.

## Život
Narodil se v západočeském Stříbře, kde jeho otec Adolf Streer von Streeruwitz ve 2. polovině 19. století působil jako starosta, později poslanec Říšské rady a zemského sněmu.
Ernst se zúčastnil bojů první světové války, kde získal hodnost kapitána. Byl odměněn Řádem Františka Josefa, Železným křížem a vyznamenáním Signum Laudis.